# Wirtschaft Chiles

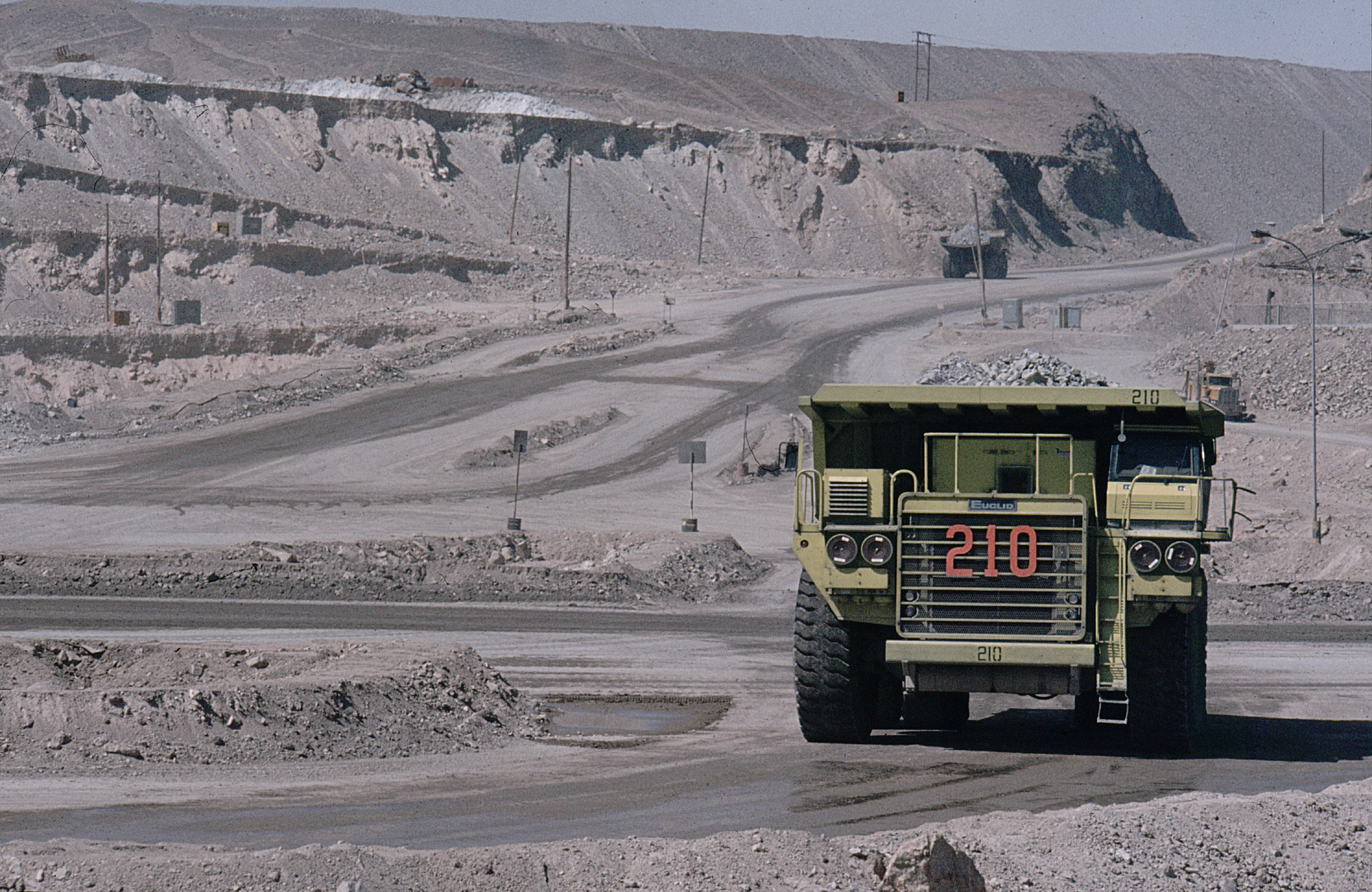
Chuquicamata, der größte Kupfertagebau der Welt

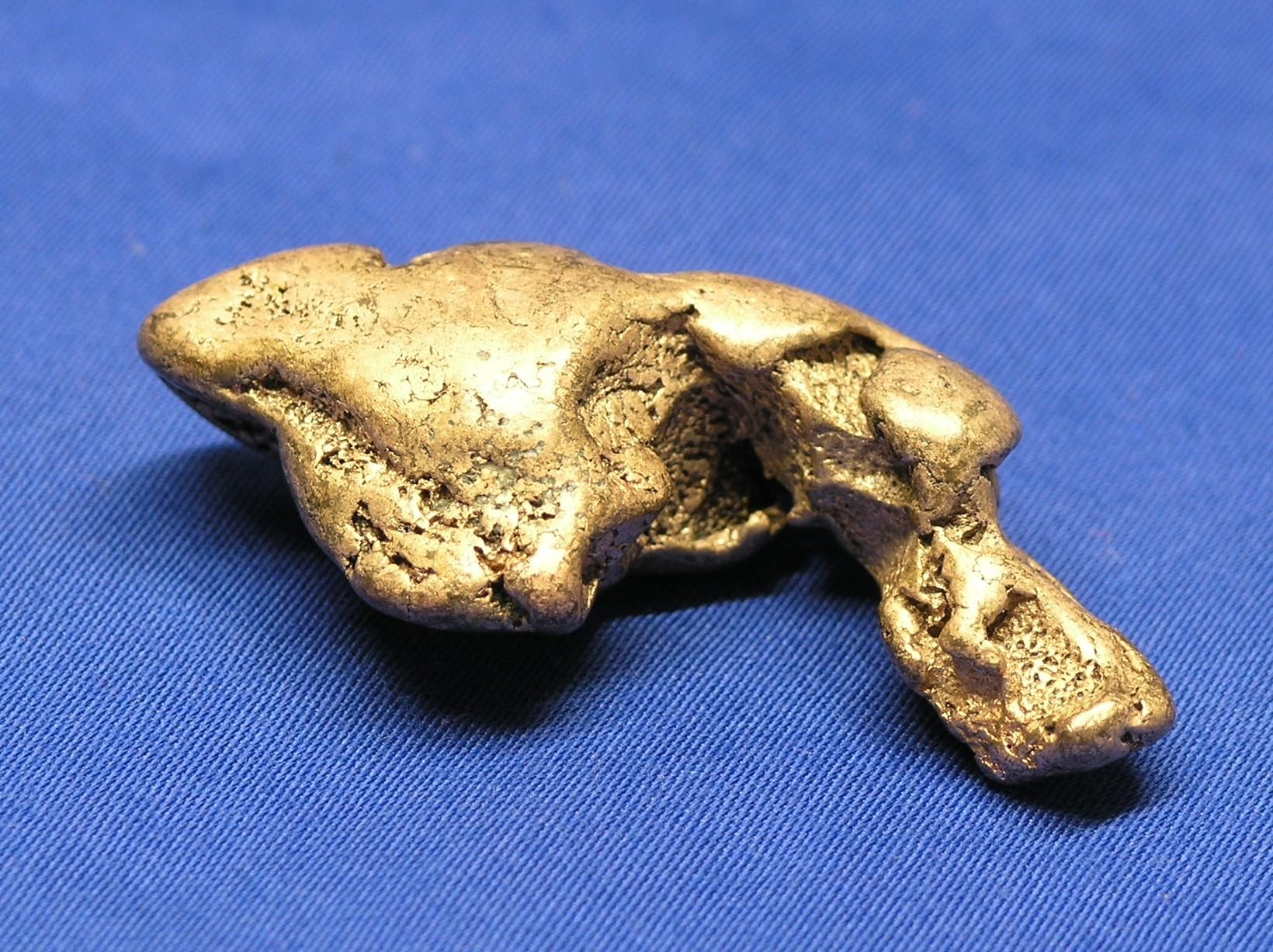
Kupfer, das wichtigste Exportgut

Gemessen am Pro-Kopf-Einkommen in US-Dollar ist Chile das reichste Land Lateinamerikas. Beim Pro-Kopf-Einkommen in Kaufkraftparitäten liegt Chile auf Platz zwei in Lateinamerika mit rund 24.500 US-Dollar pro Kopf; es beträgt also ungefähr ein Drittel des deutschen. Die Wirtschaftsordnung ist marktwirtschaftlich orientiert: Die meisten Bereiche sind liberalisiert und privatisiert, die Staatsquote beträgt mit 22 % weniger als die Hälfte der Staatsquote Deutschlands und auch deutlich weniger als die der USA.
Chile ist das exportstärkste Land Südamerikas. Die Exporte machen etwa ein Drittel des BIP aus, was etwa der deutschen Exportquote entspricht. Exportiert werden vor allem Rohstoffe, in erster Linie Kupfer und landwirtschaftliche Erzeugnisse wie Wein, Holz und Fischereiprodukte. Das Land verfügt über die größten bekannten Kupfervorkommen der Welt (ca. 40 %) und ist der weltgrößte Kupferexporteur. Die Kupfererlöse trugen 2008 zu 25 % der Staatseinnahmen, 17,5 % des BIP und 59 % der Exporte bei. Nach Norwegen ist Chile heute der zweitgrößte Lachsproduzent der Welt.
Chile ist Mitglied der APEC (Asia Pacific Economic Cooperation), assoziiertes Mitglied des Mercosur und seit Mai 2010 Mitglied der OECD.

## Makroökonomische Daten
Als im Zuge der Asienkrise und der Brasilienkrise 1998 die Rohstoffpreise einbrachen, geriet auch Chile in eine Rezession. Nachdem sich der Kupferpreis von 1999 bis Ende 2005 um 275 % erhöht hat (von 0,74 US-Dollar auf 2,02 US-Dollar je englischem Pfund Feinkupfer), wächst die Wirtschaft Chiles auch wieder kräftiger.
Das reale BIP-Wachstum belief sich 2006 auf 4,2 %, 2007: 5,1 %. Im Zuge der internationalen Finanzkrise ab 2007 sank das reale BIP-Wachstum 2008 auf 3,5 %. Die Inflationsrate lag 2008 bei 7,1 % und die Arbeitslosenquote betrug Ende 2008 7,5 %. Die öffentliche Gesamtverschuldung beträgt 4 % des BIP.
| Land                       | BIP ($) je Einwohner Kaufkraftparität | Wirtschaftswachstum (%) | Staatsverschuldung % des BIP | Exporte in Mrd. $ |
| -------------------------- | ------------------------------------- | ----------------------- | ---------------------------- | ----------------- |
| Argentinien                | 20.876                                | 2,86                    | 54                           | 72,6              |
| Bolivien                   | 7.547                                 | 4,20                    | 51                           | 9,1               |
| Brasilien                  | 15.602                                | 0,98                    | 84                           | 251,7             |
| Chile                      | 24.537                                | 1,49                    | 24                           | 79,3              |
| Ecuador                    | 11.482                                | 3,00                    | 45                           | 21,9              |
| Kolumbien                  | 14.485                                | 1,77                    | 49                           | 47,8              |
| Paraguay                   | 9.826                                 | 0,77                    | 26                           | 12,8              |
| Peru                       | 13.334                                | 2,53                    | 26                           | 51,9              |
| Uruguay                    | 22.371                                | 2,66                    | 66                           | 16,2              |
| Venezuela                  | 12.114                                | −12,00                  | 60                           | …                 |
| Zum Vergleich: Mexiko      | 19.903                                | 2,04                    | 54                           | 437,0             |
| Zum Vergleich: Deutschland | 50.425                                | 2,22                    | 64                           | 1.742,9           |

## Sektoren
Die Landwirtschaft erwirtschaftet 4 % des BIP, die Industrie 31 % und der Dienstleistungsbereich 67 %.

### Landwirtschaft

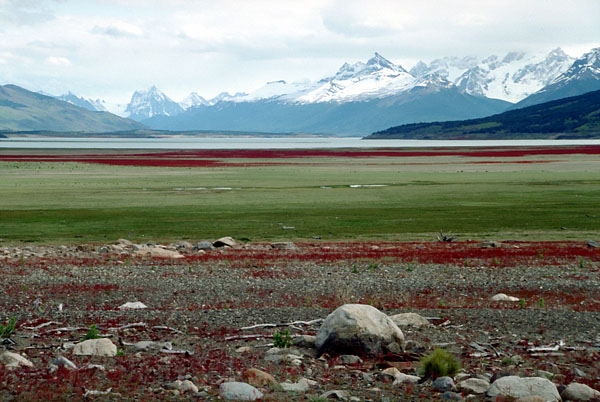
Nicht einmal zur Schafzucht nutzbar: Patagonien

Nur etwa 7 % der Landfläche wird für die Landwirtschaft genutzt, davon nur 3 % für Ackerbau und der Rest für meist extensive Weidewirtschaft und forstwirtschaftlich genutzte Plantagen. Intensive Landwirtschaft wird vor allem im Zentraltal betrieben. Im Norden Chiles beschränkt sich die Landwirtschaft im wüstenhaften Gebiet oft nur auf Oasen. Die Viehzucht ist hauptsächlich in Zentralchile und im nördlichen Teil von Südchile angesiedelt. Von der für Ackerbau genutzten Fläche entfallen etwa zwei Drittel auf die Grundnahrungsmittel Weizen, Mais und Kartoffeln.
Das Land war Anfang des 20. Jahrhunderts noch Agrarexporteur, aber ab den 1960er Jahren mussten wegen der Vernachlässigung der Landwirtschaft im Entwicklungsmodell der Importsubstituierenden Industrialisierung (ISI) Nahrungsmittel im großen Maßstab importiert werden.
Unter Frei und Allende wurden umfangreiche Agrarreformen durchgeführt, bei denen 40 % der bewirtschafteten Fläche umverteilt wurden und die Vorbesitzer entschädigt wurden. Dabei wurden alle Großgrundbesitzer ab 80 „Einheitshektar“ (zur Berücksichtigung der Bodenqualität wurde alles Land auf diese Äquivalenzeinheit umgerechnet) enteignet. Während Frei außerdem noch die Agrarmodernisierung vorantrieb, indem er effizienten Großbetrieben finanzielle Unterstützung gewährte, verschärfte Allende die Enteignung und versuchte, sämtlichen Großgrundbesitz im Land umzuverteilen. Die Haciendas wurden zum großen Teil in Genossenschaften (asentamientos) umgewandelt und von der Agrarbehörde CORA unterstützt. Von der CORA gezahlte monatliche Unterstützungen (anticipio), niedrige staatlich festgesetzte Preise und gleichzeitig ein blühender Schwarzmarkt setzten falsche Anreize, so dass die meisten asentamientos sehr unwirtschaftlich arbeiteten.
Pinochet gab zwar 29 % des enteigneten Landes zurück und beendete den Anbau in Genossenschaften, doch wurde der größte Teil der verteilten Flächen nicht zurückgegeben. Ein Teil des Genossenschaftslandes wurde den asentados als kleine Parzellen (parcelas) von 5 bis 20 ha verkauft, die diese oft weiterverkauften. Deshalb gibt es in Chile bis heute einen großen Sektor an mittleren Betrieben (20 – 100 ha). Unter der Diktatur und von den Concertación-Regierungen weiter verfolgt, wurde die Landwirtschaft modernisiert und trägt heute ganz wesentlich zum Export und Arbeitsangebot (20 % der Beschäftigte) bei. Wegen der Freigabe der Preise und der Öffnung zum Weltmarkt sank unter Pinochet die Produktion von Grundnahrungsmitteln immer weiter, bis sie in der Krise 1982/83 ihren Tiefpunkt im gesamten 20. Jahrhundert erreichte, um seitdem stark anzusteigen.
Seit den 1970er Jahren befindet sich der Agrarsektor in einer radikalen Strukturveränderung in drei Dimensionen:
- Technologie und Kapitaleinsatz sorgen dafür, dass trotz Rückgang der bebauten Fläche der Ertrag stetig wächst.
- Die Weltmarktorientierung sorgte für einen Exportboom: Unter der Diktatur verzwanzigfachte sich der Agrarexport und verachtfachte sich seitdem noch einmal.
- Statt Grundnahrungsmitteln werden vor allem im Zentraltal immer mehr Obst, Wein und Gemüse angebaut, und im Süden wird immer mehr Forstwirtschaft betrieben.

Basis der Forstwirtschaft in Chile sind riesige gepflanzte Wälder aus Kiefern (Pinus radiata, Monterey-Kiefer) und Eukalyptus. In den Jahren von 1970 bis Ende 1989 wurden 80.000 ha Wald jährlich neu angepflanzt (entspricht fast der Fläche Berlins).
Chile steht an 14. Stelle der Fischfang-Nationen der Welt und ist hinter Norwegen und vor Kanada einer der größten Produzenten von Zuchtlachs.
Chile exportiert vor allem Holzprodukte (Holz, Papier, Zellulose), Fischereiprodukte (Fischmehl, Lachs), Früchte (Äpfel, Weintrauben) und Wein und kann sich mit den wichtigsten Lebensmitteln selbst versorgen.

### Bergbau

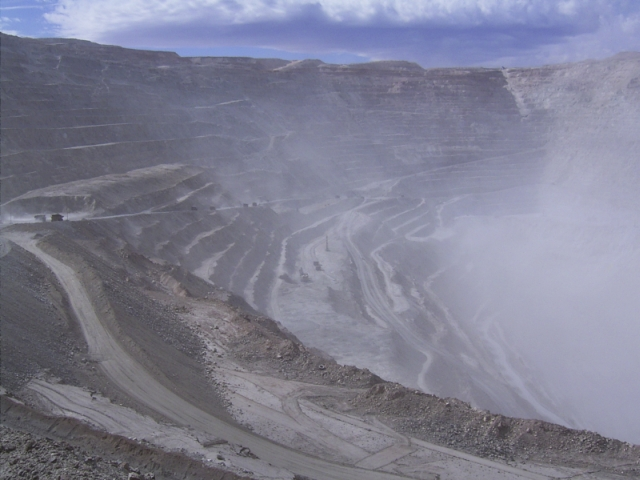
Chuquicamata

Chile ist mit 27 % der globalen Produktion vor Indonesien und den USA der größte Kupferproduzent und der größte Kupferexporteur der Welt. Mit 40 % der weltweiten Reserven besitzt das Land auch mit Abstand die größten Vorkommen des Metalls. In Chile liegen die größten Kupferbergwerke der Welt, Chuquicamata (über Tage) und El Teniente (unter Tage). Die Produktion des staatlichen Konzerns CODELCO macht ein knappes Drittel der chilenischen Gesamtproduktion aus.
Bis in die 1950er Jahre besaßen vor allem US-amerikanische Firmen die Kupferbergwerke. Die wichtigsten waren Anaconda und Kennecott. Obwohl die chilenischen Aktivitäten beispielsweise nur 16 % des Kapital von Anaconda beanspruchte, wurden hier 80 % des Auslandsgewinnes erwirtschaftet. Es wurde jedoch kaum investiert. Daher sank der Weltmarktanteil Chiles am Kupferhandel von 19 % in den 1940er Jahren auf 13 % 1966. Eduardo Frei Montalva handelte mit den Firmen 1965 eine 51%ige Beteiligung des Staates („Chilenisierung“) und die Option auf eine komplette Übernahme aus. Da nun alle Investitionen von der Regierung getragen wurden, aber ein Großteil der Gewinne weiterhin den Konzernen zugutekam, forderten auch die Christdemokraten schon 1969 eine komplette Verstaatlichung. Im Juni 1971 beschloss das Parlament unter Allendes UP-Regierung einstimmig die Verstaatlichung. Die Firmen sollten entschädigt werden, allerdings unter Abzug der übermäßigen (d. h. über dem US-amerikanischen Renditeniveau liegenden) Gewinne der letzten 25 Jahre. So errechnete der Oberste Rechnungshof Schulden der Konzerne von 400 Millionen US-Dollar an den chilenischen Staat.
Trotz Schwierigkeiten nach der Nationalisierung (Ersatzteilemangel, Kaufboykott der USA, fehlende Investitionen der letzten Jahre, 25 % Preisrückgang auf dem Weltmarkt bis 1972) behielt die Militärdiktatur die Verstaatlichung der CODELCO-Bergwerke bei, ermöglichte aber die private Ausbeutung neuer Standorte. Seit 1958 erhält das chilenische Militär direkt (also ohne Einflussmöglichkeit des Parlaments) 10 % der Gewinne aus dem Kupferexport.
Neben Kupfer wird in Chile in wesentlich kleinerem Maßstab auch Eisenerz gefördert. Momentan wird mit dem Pascua-Lama-Projekt eines der größten Goldbergwerke der Welt geplant, für das ganze Gletscher verlegt werden sollen.

### Industrie
Nach Anfängen im 19. Jahrhundert begann in Chile im Zuge der Importsubstituierenden Industrialisierung (ISI) in den 1930er Jahren der Aufstieg eines dynamischen Sekundärsektors, der mit einem Anteil von fast 30 % am BIP in den 1960er Jahren den Höhepunkt seiner Bedeutung erreichte. 1939 wurde als Planungsbehörde die Corporación de Fomento de la Producción (CORFO) gegründet. Bis 1970 stieg der Anteil des Staates an allen Investitionen auf 70 %. Bis in die 1950er Jahre wurde eine weitgehende Deckung der inländischen Nachfrage nach kurzlebigen Konsumgütern erreicht (Lebensmittel, Schuhe, Textilien, Holzprodukte). Aufgrund des kleinen Marktes (neun Millionen Einwohner) stieß die ISI schon bald an ihre Grenzen.
Allende begann 1970 die Industrie schrittweise nach sozialistischem umzugestalten. Gegen massive Widerstände der politischen Opposition und der Unternehmerschaft und unter Inkaufnahme einer radikalen Polarisierung der Politik begann er mit Verstaatlichungen von Konsumgüterindustrien. Banken wurden verstaatlicht, indem die Regierung ihre Aktien aufkaufte.
Die Diktatur Pinochets begann mit einer strikten Austeritätspolitik, die zwar die Inflation nicht unter 300 % senken konnte, aber zu einem Rückgang der Industrieproduktion von 27 % führte. Grund war die Öffnung der Märkte (alle Zölle sofort auf 10 % gesenkt) und damit ein Ende der bisher durch die ISI geförderten Branchen. Auch regelmäßige Abwertungen konnten die Deindustrialisierung nicht aufhalten. Erst nach dem Wunder von Chile – der Boomphase von 1977 bis 1980 – wurde wieder das Produktionsniveau unter Allende erreicht. Die Fixierung des Peso an den US-Dollar 1979 (Verhältnis 39:1) – immer noch zur Inflationsbekämpfung – wertete die Währung real (Inflationsrate war immer noch um die 20 %) massiv auf und eine zweite Welle des Fabriksterbens setzte ein: Die Industrieproduktion sank alleine 1982 um 21 %. Gemessen am BIP, sank das Gewicht des sekundären Sektors von 30 % 1974 auf 19 % in den 1980er Jahren. Erst unter den demokratischen Regierungen erholte sich die Industrie substanziell und leistet heute 34 % des BIPs. Die Grundlagen wurden aber durch eine weniger ideologische Wirtschaftspolitik ab 1985 unter Finanzminister Hernán Büchi gelegt: Die schnell eingeführten Schutzzölle (bis 35 %) wurden nur schrittweise gesenkt und der Export aktiv gefördert (Exportpromotionsagenturen).
Im Zuge der Reprivatisierungen der von Allende verstaatlichten Betriebe bildeten sich Konzerne heraus, die zusammen den Bankenmarkt und über Beteiligungen zwei Drittel der 250 größten Privatunternehmen kontrollierten. Nach massiven Staatseingriffen im Zuge der Krise 1982/83 (in der der Staat für private Spekulationsschulden aufkam) wurden die Betriebe Anfang der 1980er Jahre abermals privatisiert. Außerdem wurde in der zweiten Hälfte der 1980er Jahre eine Reihe von Staatsbetrieben, die zu CORFO gehörten, privatisiert und damit die bis heute andauernde Welle von Privatisierungen in Entwicklungs- und Schwellenländern eröffnet. Relativ zur Größe des Landes wurde etwa doppelt so viel privatisiert wie in Großbritannien unter Margaret Thatcher. Häufig wurden die Unternehmen bei den intransparenten Privatisierungen weit unter ihrem Wert verkauft – die meisten waren nur wenig verschuldet und warfen hohe Gewinne ab.

### Finanzwirtschaft
Das Land führt mehrere Handelsplätze und Wertpapierbörsen. Die Bolsa de Corredores de Valparaíso ist mittlerweile nicht mehr aktiv, wobei die Bolsa Electronica de Chile und die Hauptbörse, die Bolsa de Comercio de Santiago heute die Hauptsächlichen Wertpapierhandelsplätze abbilden. Der Leitindex der Volkswirtschaft ist als Índice de Precio Selectivo de Acciones bekannt. Darüber hinaus verfügt die Regierung über einen Staatsfonds, den Economic and Social Stabilization Fund.

## Außenhandel
Chiles Wirtschaft hängt stark vom Export ab. 2004 betrug der Exportanteil 34 % des Bruttosozialprodukts, was etwa der Quote von Deutschland entspricht. Besonders wichtig für die chilenische Wirtschaft ist der Kupferexport. Mit dem starken Anstieg der Rohstoffpreise explodierten die Exporte geradezu von 20,4 (2003), 32,1 (2004) auf 39,4 Milliarden US-Dollar (2005). Importiert wurden 2005 Güter für rund 33,1 Milliarden US-Dollar. Für 2006 wurden Exporte im Wert von 53,9 Milliarden US-Dollar prognostiziert.

### Produkte
Exportiert werden vor allem Rohstoffe und nur wenig verarbeitete Produkte, so genannte Primärgüter-basierende Produkte. Neben Kupfer sind dies vor allem Wein und Obst, Lachs und Fischmehl, Holz, Papier und Zellulose und Methanol. Bis Mitte der 1970er Jahre bestand der Export etwa zu drei Vierteln aus Kupfer. Verstärkt seit Mitte der 1980er Jahre können nicht-traditionelle Rohstoffe und rohstoffnahe Produkte erfolgreich auf dem Weltmarkt abgesetzt werden. So hat sich der Export von Wein und Lachs in den letzten 13 Jahren etwa verzehnfacht, der von Papier und Zellulose vervierfacht und der von Obst mehr als verdoppelt. Bedingt durch den in jüngster Zeit extremen Anstieg des Kupferpreises ist ihr Anteil am Gesamtexport in den letzten Jahren trotz fortschreitenden absoluten Wachstums wieder etwas zurückgegangen.
|                         | 1991 | 1996 | 2000 | 2003 | 2004 | 2005 | 2006 |
| ----------------------- | ---- | ---- | ---- | ---- | ---- | ---- | ---- |
| Gesamtwert in Mrd. US-$ | 8,9  | 15,4 | 19,2 | 21,5 | 32   | 40   | 58,1 |
| Kupfer                  | 40,5 | 39,1 | 37,9 | 36,1 | 44,8 |      |      |
| Obst                    | 11,0 | 8,2  | 9,3  | 8,3  | 6,3  |      |      |
| Zellulose & Papier      | 5,0  | 6,5  | 6,4  | 5,7  | 5,1  |      |      |
| Lachs                   | 1,5  | 2,6  | 4,9  | 5,3  | 4,4  |      |      |
| Wein                    | 1,0  | 1,9  | 3,0  | 3,1  | 2,6  |      |      |
| Methanol                | 0,9  | 0,6  | 1,7  | 2,0  | 1,6  |      |      |
| Fischmehl               | 5,2  | 3,9  | 1,2  | 1,7  | 1,1  |      |      |
| Konsumgüter             | 13,1 | 21,7 | 16,0 | 14,1 | 12,4 |      |      |
| Kapitalgüter            | 20,8 | 31,1 | 17,9 | 16,4 | 14,6 |      |      |

#### Bergbau
Während von den 1870er Jahren bis zur Weltwirtschaftskrise Salpeter fast den gesamten Export ausmachte, dominiert seitdem Kupfer. In den letzten Jahren der 1930er Jahre konnte Chile seine Exporte deutlich diversifizieren. Allerdings nahm der Anteil von Kupfer zugunsten anderer Rohstoffe zu. Industrieprodukte, selbst niedrigen Technologiegrades, werden bis heute (2004) kaum exportiert. Momentan wird mit dem Pascua-Lama-Projekt eines der größten Goldbergwerke der Welt geplant, so dass die Exporte weiter intrasektoral differenziert werden dürften.
|          | 1900 | 1910 | 1920 | 1930 | 1940 | 1950 | 1960  | 1970  | 1980  | 1990  | 1991 | 1993 | 1996 | 2000 | 2003 | 2004 |
| -------- | ---- | ---- | ---- | ---- | ---- | ---- | ----- | ----- | ----- | ----- | ---- | ---- | ---- | ---- | ---- | ---- |
| Salpeter | 65   | 67   | 54   | 43   | 19   | 22   |       |       |       |       |      |      |      |      |      |      |
| Kupfer   | 14   | 7    | 12   | 37   | 57   | 52   | 87/67 | 86/79 | 59/46 | 55/46 | 40   | 43   | 39   | 38   | 36   | 45   |

| Rang | Land           | Fördermengen (in Tsd. t) | Rang | Land            | Fördermengen (in Tsd. t) |
| ---- | -------------- | ------------------------ | ---- | --------------- | ------------------------ |
| 1    | Chile          | 4.620                    | 11   | Sambia          | 336                      |
| 2    | Indonesien     | 1.167                    | 12   | Mexiko          | 315                      |
| 3    | USA            | 1.140                    | 13   | Argentinien     | 218                      |
| 4    | Australien     | 876                      | 14   | Papua-Neuguinea | 211                      |
| 5    | Russische Föd. | 844                      | 15   | Südafrika       | 130                      |
| 6    | Peru           | 843                      | 16   | Mongolei        | 120                      |
| 7    | Kanada         | 577                      | 17   | Bulgarien       | 108                      |
| 8    | Polen          | 572                      | 18   | Indien          | 79                       |
| 9    | China          | 554                      | 19   | Portugal        | 77                       |
| 10   | Kasachstan     | 432                      | 20   | Schweden        | 72                       |

Siehe auch: Chuquicamata, CODELCO

#### Holzwirtschaft
Hauptartikel Forstwirtschaft in Chile
Die wichtigsten Produkte in diesem Bereich sind neben Naturholz Holzpellets, Papier, Zellulose und zunehmend auch Möbel. Während der Export dieser Produkte 1973 erst 105 Mio. US-Dollar ausmachte (in Preisen von 1995), stieg er bis 1995 auf 1,8 Mrd. Schon in den 1960er Jahren begann die Regierung mit umfangreichen Aufforstungen. Als nach dem Putsch jegliche aktive Rolle des Staates in der Wirtschaftspolitik gestrichen werden sollte, blieb die Förderung der Forstwirtschaft als einziges großes industriepolitisches Projekt erhalten. Ab 1974 wurden vom Staat 75 % der Kosten für Aufforstungen übernommen. Privat bepflanztes Land wurde für nicht enteignungsfähig erklärt. Zahlreiche Regularien (etwa das Verbot des Fällens von jungen Bäumen unter 18 Jahren und das Exportverbot für Rohholz) wurden abgeschafft, um das Investitionsklima zu verbessern. Die Banco del Estado stellte subventionierte Kredite für den Sektor bereit.

#### Lachs
Während Chile 1986 praktisch noch keinen Lachs exportierte, betrugen die Exporterlöse 1998 schon 700 Mio. US-Dollar. Nach Norwegen ist Chile heute der zweitgrößte Lachsproduzent der Welt. Die Mehrzahl der häufig industriell betriebenen Lachsfarmen an den Küsten und in den Seen im Süden des Landes wird von norwegischen oder japanischen Agrarkonzernen betrieben. Die Fundación Chile begann in den 1970er Jahren, aktuelle Technologie für die Lachszucht in Chile zu verbreiten. Anfang der 1980er Jahre nahm die Firma Salmones Antártica am Llanquihue-See die erste große Lachszucht in Betrieb, worauf zahlreiche Nachahmer in der Región de los Lagos folgten. Die Firma wurde später an den japanischen Konzern Nippon Suisan verkauft.

#### Wein
Hauptartikel: Weinbau in Chile

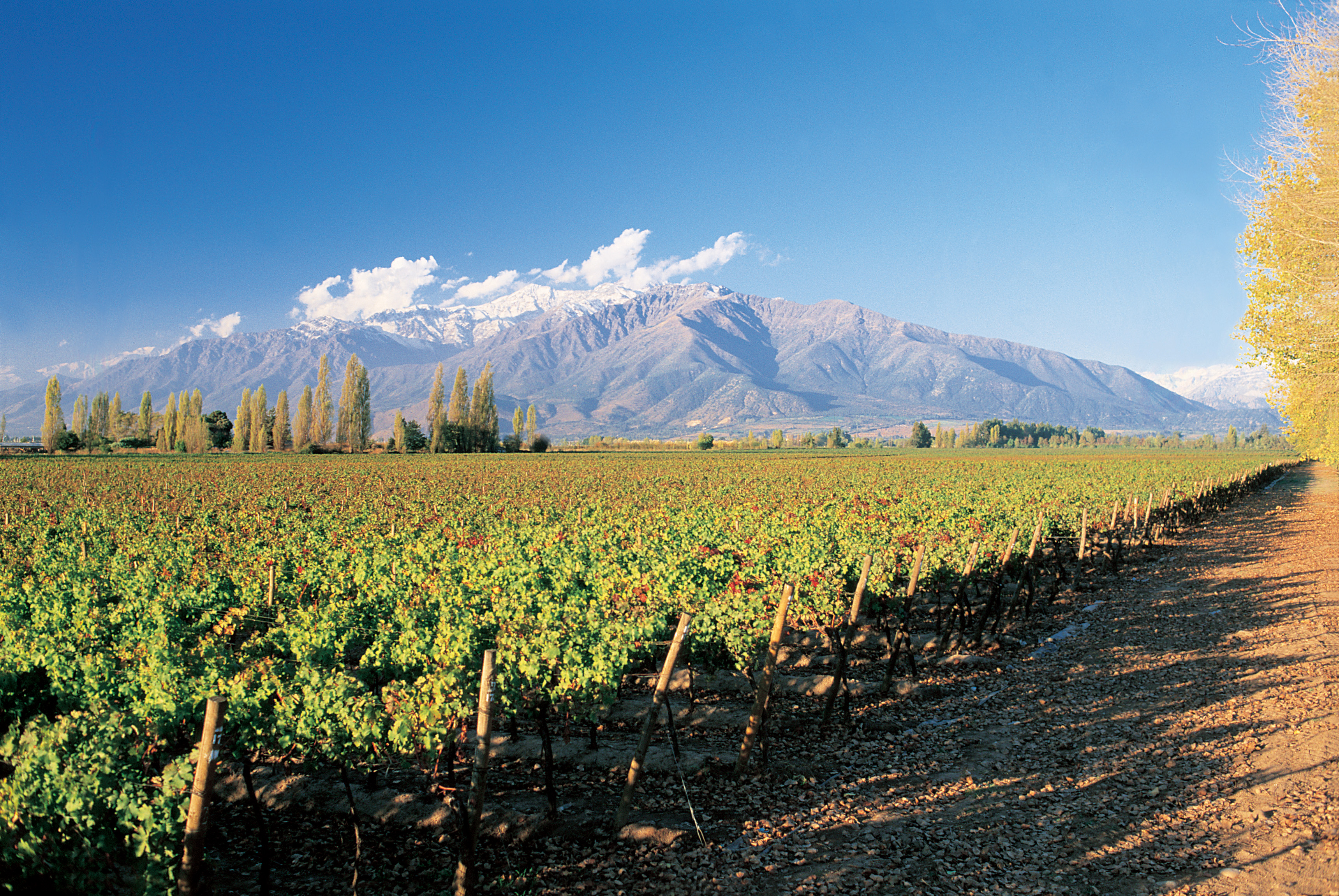
Weinberge in Puente Alto.

Mitte der 1980er Jahre war auch der Weinexport Chiles noch marginal. Obwohl im Land seit der Kolonialzeit Wein angebaut und gekeltert wird, war die Qualität früher nicht auf Weltmarktniveau. So exportierte Chile 1985 Wein für gerade mal 10 Millionen US-Dollar. 13 Jahre später waren es bereits 550 Millionen. Auftakt des Booms war 1981, als die spanische Firma Miguel Torres im Zentraltal in der Nähe von Curicó ein riesiges Weingut aus dem Boden stampfte. Es folgten zahlreiche Auslandsinvestoren, darunter Rothschild, Larose Trintaudon, Grand Marnier, Robert Mondavi und die Brüder Christian.

#### Obst
Wie der Wein wird Obst vor allem im Zentraltal angebaut. Der Anbau erfolgt vor allem mit Bewässerungswirtschaft. Mehr als die Hälfte des Obstexportes wird von nur vier Firmen kontrolliert: Dole, Chiquita, UTC (mit der Marke Del Monte), und Unifrutti.

### Handelspartner
| Anteil ausgewählter Länder an Chiles Export (2002/04) | Anteil ausgewählter Länder an Chiles Export (2002/04) | Anteil ausgewählter Länder an Chiles Export (2002/04) | Anteil ausgewählter Länder an Chiles Export (2002/04) |
| ----------------------------------------------------- | ----------------------------------------------------- | ----------------------------------------------------- | ----------------------------------------------------- |
| Region                                                | Land                                                  | Exporte                                               | Importe                                               |
| Europa                                                |                                                       | 27 %                                                  | 17 %                                                  |
|                                                       | EU                                                    | 25 %                                                  | 16 %                                                  |
|                                                       | davon Deutschland                                     | 3 %                                                   | 4 %                                                   |
| Asien                                                 |                                                       | 36 %                                                  | 19 %                                                  |
|                                                       | China                                                 | 11 %                                                  | 8 %                                                   |
|                                                       | Japan                                                 | 11 %                                                  | 3 %                                                   |
| Lateinamerika                                         |                                                       | 14 %                                                  | 38 %                                                  |
|                                                       | Argentinien                                           |                                                       | 18 %                                                  |
|                                                       | Brasilien                                             | 4 %                                                   | 9 %                                                   |
|                                                       | Mexiko                                                | 5 %                                                   | 3 %                                                   |
| NAFTA                                                 |                                                       | 22 %                                                  | 19 %                                                  |
|                                                       | USA                                                   | 15 %                                                  | 15 %                                                  |
| Rest der Welt                                         |                                                       | 2 %                                                   | 6 %                                                   |

Wichtigster einzelner Handelspartner des Landes sind die USA, allerdings weist Chile eine sehr viel breiter gefächerte Struktur an Handelspartnern auf als andere südamerikanische Länder. Dies ist erstens darauf zurückzuführen, dass Chile aufgrund seiner geografischen Lage eine Schnittstelle zwischen Südamerika, Nordamerika (per Schiff ist die US-Westküste gut zu erreichen), Ozeanien sowie dem östlichen und südöstlichen Asien einnimmt. Ein zweiter Grund für Chiles breite Exportstruktur ist der weltweite Bedarf an chilenischem Kupfer. Drittens haben chilenische Agrarprodukte (insbesondere Obst und Wein) inzwischen weltweit einen hervorragenden Ruf.

### Außenhandelspolitik
Chile war 1947 als eines von nur sechs Schwellenländern Gründungsmitglied der GATT.
Nach einer zunehmenden Abschottung vom Weltmarkt im Rahmen der ISI und noch verstärkt unter Allende öffnete das Pinochet-Regime nach 1973 das Land radikal. Unilateral wurden die Zölle von durchschnittlich 94 % (wobei 57 verschiedene Zollklassen mit Sätzen zwischen 0 % und 220 % möglich waren) auf drei Kategorien mit maximal 60 % Zoll vereinheitlicht und gesenkt. Mit der Durchsetzung der Chicago Boys 1975 wurde ein einheitlicher Zollsatz von 35 % verkündet, zwei Jahre später von 10 %. Der multiple Wechselkurs mit acht verschiedenen Kursen unter Allende wurde 1973 vereinheitlicht, außerdem nichttarifäre Handelshemmnisse wie Importquoten und Importverbote abgeschafft.
Die gesamte Wirtschaftspolitik blieb auch nach dem Ende der Militärdiktatur auf den Weltmarkt ausgerichtet. Zwar trat Chile als Gründungsmitglied 1976 aus der Andengemeinschaft (CAN) aus (ist seit 2006 jedoch wieder assoziiertes Mitglied) und ist nur assoziiertes Mitglied des Mercosur, jedoch hat die Regierung in den letzten Jahren Freihandelsabkommen mit der EU (2002), der NAFTA (2003) sowie den ostasiatischen Staaten Brunei, Südkorea und Singapur abgeschlossen. Im September 2005 folgte China. Mit Stand 2008 hat Chile mit 19 Verträgen, die mehr als 55 Länder einbeziehen, mehr Freihandelsabkommen geschlossen als jedes andere Land. Damit ist das Land auf den Gütermärkten die offenste Volkswirtschaft der Welt.

## Geschichte

Inflationsbereinigtes BIP pro Kopf in Chile 1800 bis 2018

Die Wirtschaft Chiles war vom 16. bis zum Anfang des 19. Jahrhunderts durch spanische Kolonisation geprägt. Mit den spanischen Haziendas wurde der Grundstein für den Chile jahrhundertelang ökonomisch und politisch dominierenden Großgrundbesitz und die Masse nahezu rechtloser Landarbeiter gelegt. Das spanische Handelsmonopol wurde bereits im 18. Jahrhundert durch Schmuggler ausgehöhlt, endete formell aber erst 1810 mit der Unabhängigkeit Chiles. Die chilenische Wirtschaft erlebte verschiedene Zyklen. Im 17. Jahrhundert war die Rinderzucht der wichtigste Wirtschaftszweig, im 18. Jahrhundert der Weizenanbau. Von 1873 bis 1914 wirkten sich Aufstieg und Verfall der Salpeter-Produktion maßgeblich auf die wirtschaftliche Entwicklung aus. Danach wurde Kupfer zum dominierenden Exportgut.
Durch den weitgehenden Zusammenbruch des Welthandels infolge der Weltwirtschaftskrise und des nachfolgenden Zweiten Weltkriegs erfolgte in den 1930er und 1940er Jahren eine importsubstituierende Industrialisierung. Nach der Normalisierung des Welthandels wurde die Strategie der importsubstituierenden Industrialisierung in den 1950er und 1960er Jahren mit wechselnder Intensität weiterverfolgt und an den Empfehlungen der Strukturalisten ausgerichtet.
Als weltweit erstes Land erlebte Chile von 1973 bis 1982 eine radikale Wende in der Wirtschaftspolitik hin zum Wirtschaftsliberalismus der New Right (verbreitet als Neoliberalismus bezeichnet) v. a. durch Liberalisierung des Außenhandels, Privatisierung, Deregulierung und Abbau des (rudimentären) Sozialstaats. Eine graduelle Kurskorrektur erfolgte 1983–1990 mit der Wende zum „pragmatischen Neoliberalismus“. Seit der Redemokratisierung 1990 erfolgte zudem eine Kurskorrektur in der Sozialpolitik.

## Sozialpolitik

### Armut und Ungleichheit

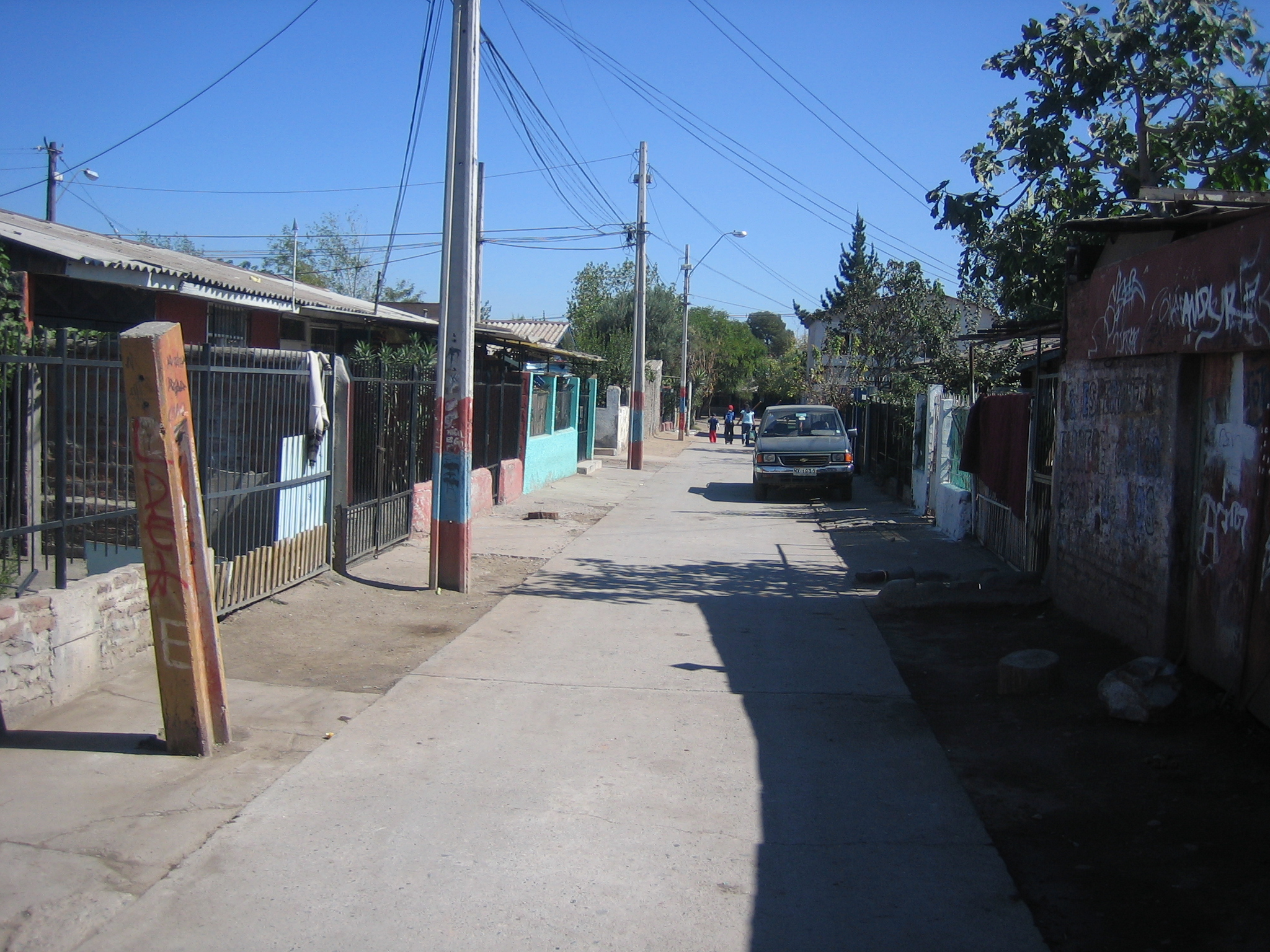
Die Población Nogales in Santiago

Chile ist im südamerikanischen Vergleich relativ wohlhabend und in den 1990er Jahren bei der Steigerung des Bruttosozialprodukts pro Einwohner das erfolgreichste Land des Kontinents gewesen. Trotzdem bleibt Chile, wie fast alle Länder der Region, ein Land mit einer extrem ungleichen Verteilung an Wohlstand. 1994 erhielt das ärmste Fünftel der Bevölkerung 4,6 % des Volkseinkommens, das Reichste 56,1 %, also 13 mal so viel. Damit ist Chile kein Sonderfall: In Brasilien betrug das Verhältnis sogar 24, in Mexiko 14 und in Venezuela 10. Selbst relativ ungleiche Industriestaaten wie die USA weisen hier mit einem Faktor 9 eine deutlich gleichmäßigere Verteilung auf, gar nicht zu reden von Deutschland mit 6 oder Japan mit 4. Auch Ostasiatische Schwellenländer wie Südkorea (6) oder Thailand (8) verteilen ihr Volkseinkommen sehr viel egalitärer.
Zwar ist der Wohlstand in den 1990er Jahren deutlich gestiegen, doch bleibt der Sozialstaat in Chile auch unter den demokratischen Regierungen rudimentär.
|       | 1990  | 2000  | 2010  | 2014  |
| ----- | ----- | ----- | ----- | ----- |
| Chile | 0,699 | 0,752 | 0,814 | 0,832 |

### 1925 bis 1973
Mit dem Aufschwung des Kupferbergbaus und dem Entstehen von Arbeiterparteien und Gewerkschaften begann Chile schon in den 1920er Jahren mit dem Aufbau eines Sozialsystems und spielte damit in Südamerika eine Vorreiterrolle. Mit dem Einsetzen der ISI wurde die Sozialpolitik deutlich ausgeweitet. Weil breite Bevölkerungsschichten inklusive der Mittelklasse nun in Sozialprogramme integriert waren, spricht man von einer universalistischen Sozialpolitik. Der Sozialstaat wuchs also weit über bloße Almosen an die ganz Armen hinaus. Dies soll nicht darüber hinwegtäuschen, dass sie weiterhin exklusiv blieb, dass also breite Bevölkerungsschichten ausgeschlossen blieben. Die trifft besonders auf die ländliche und die informelle städtische Wirtschaft zu. Unter Eduardo Frei Montalva und Salvador Allende beschleunigte sich der Ausbau des Sozialstaates dramatisch. Man schätzt, dass Anfang der 1970er Jahre 70 % der Bevölkerung Zugang zum staatlichen Rentensystem und 90 % Zugang zu irgendeiner Form von Gesundheitssystem hatten, für den damaligen Entwicklungsstand des Landes sehr gute Werte (nach Taylor (2001): 24). Allerdings diente das hoch komplizierte System aus hunderten von Programmen auch zunehmend als Kanal für Klientelismus, also die Bevorzugung der eigenen Anhänger durch die jeweilige Regierung.
| 1925 | 1939 | 1935 | 1955 | 1965 | 1972 | 1981 | 1990 | 1997/8 |
| ---- | ---- | ---- | ---- | ---- | ---- | ---- | ---- | ------ |
| 2,1  | 2,7  | 5,2  | 15   | 20   | 25   | 15   | 13   | 15     |

Quelle: Läger u. a. (2001).

### Unter Pinochet
Die Junta brach 1973 drastisch mit dem traditionellen Modell. Während dies in der Phase von 1973 bis 1976 vor allem quantitative Auswirkungen hatte (alle Sozialprogramme wurden um 25 % bis 50 % gekürzt), sorgten die Chicago Boys mit ihren Sieben Modernisierungen zwischen 1977 und 1981 für einen grundlegenden, strukturellen Wandel in der Sozialpolitik, der die Transition zur Demokratie weitgehend überstanden hat. Grundlegend war eine fundamental gewandelte Sicht auf den Sozialstaat. Dieser sollte vor allem die Allokation von Gütern und Ressourcen über den Markt nicht behindern. Dazu sollte der universalistische Sozialstaat selektiv werden, sich also auf die Ärmsten konzentrieren. Alles, was darüber hinausgeht, soll marktwirtschaftlichen Kriterien entsprechen – also individuelle Zurechnungsfähigkeit und Wettbewerb garantieren. Von diesem Grundmuster sprechen diejenigen, die die chilenische Sozialpolitik als Modell feiern. Grundlage der Reformen war ein schon 1972 an der Pontificia Universidad Católica de Chile ausgearbeiteter Plan namens El ladrillo („Der Ziegelstein“).

#### Quantitative Kürzungen 1974–1976
Statt 59 % (1970) gab der Staat 1975 nur noch 32 % seiner Mittel für Soziales aus. Im Vergleich zu 1970, also noch vor Allendes Reformen, sanken die staatlichen Ausgaben für Gesundheit um 33 %, für Erziehung um 37 %, für Wohnungsbau um 26 % und für Versicherungen um 39 %.

#### Rentensystem
Federführend bei der Reform des chilenischen Rentensystems war José Piñera. 1981 wurde ein kapitalgedecktes Rentensystem eingeführt. Arbeitnehmer müssen 13 % ihres Bruttolohnes auf einen Sparplan einer staatlich kontrollierten, aber privatwirtschaftlich arbeitenden Fondsgesellschaft einzahlen (Associación de Fondos de Pension, AFP). Davon werden später ihre Renten ausgezahlt. Selbstständige können freiwillig Mitglied werden. Ergänzt wird das AFP-System durch eine staatliche (sehr geringe) Mindestrente und (rein) private Vorsorge. Der Wechsel ins neue System war für bisherige Mitglieder freiwillig, wegen der geringeren Pflichtbeitragszahlungen wechselte aber die Mehrheit. Neu in den Arbeitsmarkt eintretende Menschen können sich nicht mehr über das alte Umlageverfahren versichern. Heute sind etwa 60 % der arbeitenden Bevölkerung im AFP-System versichert, 10 % im alten Verfahren und 30 % stehen ohne Sicherung da.

#### Gesundheitssystem
Im Gesundheitssystem wurde – ähnlich wie in Deutschland – mit dem staatlichen Fondo Nacional de Salud (FONASA) mit 7 % Beitragspflicht und dem privaten Institución privada de salud previsional (ISAPRE) ein duales System geschaffen. Hierbei entzieht der ISAPRE (wie die deutschen PKVs) dem Solidarmodell FONASA sowohl die zahlungskräftigsten wie auch die gesundesten (und damit billigsten) Zahler.

#### Bildungssystem
Das Schulsystem wurde 1980 radikal reformiert und auf Nachfragefinanzierung umgestellt. Seitdem erhalten die Schulen ihr Geld für die Anzahl der Schüler, die den Unterricht regelmäßig besuchen. Auch Privatfirmen können Schulen gründen, Schüler werben, und bekommen bei Erfolg die gleiche Kostenerstattung wie die staatlichen Schulen. Ziel war ein Wettbewerb der Schulen um die Schüler und so ein sich verbesserndes Schulsystem. Die staatlichen Schulen wurden dezentralisiert und der Verantwortung der Gemeinden übergeben. Als dritte Säule (neben den staatlichen und den privat subventionierten) entstand ein starker Sektor von privaten, gebührenfinanzierten Schulen.
Seit den 1990er Jahren dürfen auch die privat-subventionierten Schulen (zusätzlich) Gebühren erheben. Negative Folge ist eine starke Polarisierung der Schulen. Solche in armen Vierteln und Gegenden sind in der Regel sehr viel schlechter als Gebührenpflichtige. Zu sehen ist das an den jährlichen Vergleichstest und Rankings und am zentralen Unizugangstest (PSU), bei dem regelmäßig ein Großteil der Unterschicht scheitert. Das selektive Bildungssystem ist also ein wichtiger Faktor bei der Aufrechterhaltung der Ungleichheit im Land.

## Korruption
Korruption ist in Chile ein sehr viel geringeres Problem als im Rest von Lateinamerika. Gründe sind die marktwirtschaftlichen Strukturen, ein funktionierendes Justizsystem und die relativ gut arbeitenden demokratischen Institutionen. Der Index der Nichtregierungsorganisation Transparency International weist Chile unter den amerikanischen Ländern nach Kanada und den USA den dritten Platz zu.
|       | 1995 | 1997        | 1998        | 1999       | 2000        | 2002         | 2003         | 2004         | 2005 | 2017         |
| ----- | ---- | ----------- | ----------- | ---------- | ----------- | ------------ | ------------ | ------------ | ---- | ------------ |
| Score | 7,9  | 6,1         | 6,8         | 6,9        | 7,4         | 7,5          | 7,4          | 7,4          | 7,3  | 67 Punkte    |
| Rang  |      | 23 (von 52) | 20 (von 85) | 19(von 99) | 18 (von 90) | 17 (von 102) | 20 (von 133) | 20 (von 145) |      | 26 (von 180) |

## Gewerkschaften und Unternehmerverbände
Traditionell haben sowohl Unternehmer als auch Gewerkschaften in der Politik Chiles ein hohes Gewicht. Auf Arbeitnehmerseite tritt vor allem der Gewerkschaftsdachverband Central Unitaria de Trabajadores de Chile (CUT) als politischer Akteur auf, während die Gewerkschaften anders als in Deutschland nur auf Betriebsebene organisiert und deshalb sehr zersplittert sind. Auf Arbeitgeberseite ist weniger der Dachverband Confederación de la Producción y del Comercio (CPC) als vielmehr der direkte Einfluss der großen Konzerne und Konglomerate entscheidend. Diese Grupos económicos hatten ihre größte Bedeutung in der ersten Hälfte des Pinochet-Regimes (1973–1982), aber dominieren bis heute weite Teile der Wirtschaft und haben großen Einfluss auf die Politik.

### Unternehmerverbände

#### 100 Jahre Dominanz der Unternehmer
Seit Mitte des 19. Jahrhunderts war Chiles Wirtschaft und damit auch die Unternehmer auf den Agrarsektor (für den Binnenmarkt) und den Bergbausektor (Salpeter, ab den 1930er Jahren Kupfer für den Export) konzentriert. Mit der Industrialisierung infolge der Weltwirtschaftskrise und der einsetzten Importsubstituierenden Industrialisierung (ISI) verflochten sich Großgrundbesitzer und Industrielle. Formal zwar eine Demokratie, bestimmte diese Oligarchie de facto auch die Politik des Landes, denn das Wahlrecht war derart eingeschränkt, dass nur einige Tausend wählen durften. So herrschten in Chile über ein Jahrhundert unternehmerfreundliche Regierungen. Zwar verschaffte die ISI dem Land einen Sprung in die Industrialisierung, aber schon Mitte der 1950er Jahre wurde die Entwicklung durch Korporatismus, Rent-Seeking und den kleinen Markt Chile (nur 5 Millionen Einwohner) begrenzt. Trotz einem Jahrzehnt der Stagnation setzte erst ein umfassender Reformprozess ein, als 1964 Eduardo Frei Montalva Präsident wurde. Begleitet wurde die Entwicklung seit 1935 durch den mächtigen Unternehmerverband Confederación de la Producción y del Comercio (COPROCO, heute CPC).

#### Frei und Allende
Weil der unternehmensfreundliche Jorge Alessandri nicht noch einmal kandidieren durfte und Salvador Allende durchaus Chancen auf den Wahlsieg hatte, unterstützten die Unternehmer 1964 den Christdemokraten Frei. Dieser setzte jedoch auf revolución en libertad und beschleunigte den jahrzehntelangen, graduellen Rückgang der unternehmerischen Macht durch Agrarreformen und Sozialgesetzgebung. Da sie Verstaatlichungen erwarteten, begannen die Unternehmer unter Allende mit einer Alles-oder-nichts-Opposition gegen die Regierung. Allerdings schürten die branchenübergreifenden Konzerne (Grupos económicos) auch mithilfe ihrer Medienmacht die Angst und sorgten so für Unternehmerstreiks (Aussperrungen) und den bewusst betriebenen wirtschaftlichen Niedergang des Landes, um die Militärs zu einem Putsch zu bewegen.

#### Die Liberale Wende: Unternehmer seit 1973
Der Putsch 1973 wurde von praktisch allen Unternehmern befürwortet und bis zuletzt blieb die Unternehmerschaft dem Regime loyal. Angesichts der engen personellen Verflechtung zwischen Privatwirtschaft und Regierung, der Reprivatisierung von durch Allende verstaatlichten Unternehmen (1973–1976), der gewerkschaftsfeindlichen Politik und der letzten Privatisierungswelle (1985–1990) ist dies auch nicht erstaunlich. Am wichtigsten ist wohl jedoch die makroökonomische Wirtschaftspolitik: Die neoliberal-monetaristische Politik der Chicago Boys wurde auf Unternehmerseite so lange vorbehaltlos unterstützt, bis der Boom (Miracle of Chile) 1982 in sich zusammenbrach. Doch auch in der Krise konnten zumindest die großen Konglomerate auf Pinochet zählen: Die Milliarden von Spekulationsverlusten der Banken wurden durch Verstaatlichung sozialisiert. In ihrer Loyalität zur Diktatur änderten jedoch weder die Krise noch die massiven Menschenrechtsverletzungen (siehe Geschichte Chiles) etwas: Im Vorfeld des Plebiszites 1988 machten die Unternehmer massiv Stimmung für ein „Sí“ und malten Katastrophenszenarien im Falle einer Concertación-Regierung an die Wand. Zwar sehen bis heute die Unternehmer ihre politische Vertretung in der UDI und RN (die ja auch vom milliardenschweren Unternehmer Piñera geführt wird), aber angesichts der wirtschaftspolitischen Kontinuität arbeiten sie auch mit Mitte-links-Regierungen hervorragend zusammen. Heute sieht sich die Unternehmerschaft Chiles als Kontrast zum Rest Lateinamerikas: hochdynamisch, weltmarktorientiert, effizient, leistungsfähig, erfolgreich, unideologisch – Unternehmer ganz im Sinne Schumpeters.

#### Grupos económicos
Mit den hektischen Privatisierungen und Laissez-faire-Tendenzen in der Wirtschaftspolitik der Jahre 1973 bis 1982 erfuhr die Wirtschaft eine starke Konzentration. Der schon seit Jahrzehnten vorhandene Trend, Konglomerate und Konzerne zu schmieden (Grupos económicos), die wirtschaftlich unabhängig und politisch einflussreich waren (so hatten die Grupos die linke UP-Regierung schadlos überstanden), verstärkte sich in diesen Jahren. So kontrollierten 1978 fünf Gruppen mehr als die Hälfte der 250 wichtigsten Privatunternehmen, oftmals über Bankbeteiligungen. Die von den Chicago Boys forcierte Kapitalverkehrsliberalisierung erlaubte es den Banken, sich im Ausland spekulativ zu verschulden. Als dann 1982 der Peso abwertete und die Schulden ins Unermessliche stiegen, setzte die Regierung Milliarden (6 Mrd. US-Dollar, etwa 30 % des BIP von 1983) ein, um die Unternehmen zu retten. Während Millionen von Chilenen verarmten, wurden einzelne Grupos mit Staatsgeldern gerettet. Zwar hat die Macht der Großunternehmen durch Strukturwandel und die Transition abgenommen, aber bis heute sind sie sehr einflussreich. Unter den wichtigsten sind heute:
- Grupo Cruzat-Larrain
- Grupo BHC mit der wichtigsten Figur Javier Vial Castillo
- Grupo Matte
- Grupo Angelini
- Grupo Edwards (El Mercurio S.A.P.), mit dem führenden Familienmitglied Agustín Edwards Eastman, die unter anderem fast den gesamten Pressemarkt kontrollieren: El Mercurio, Las Últimas Noticias und La Segunda besetzten alleine etwa 70 % des Pressewerbemarktes, dazu gehören Edwards weitere 18 Zeitungen. Wegen der Meinungsmacht und der rechten ideologischen Ausrichtung entführte die linke Stadtguerilla Frente Patriótico Manuel Rodríguez 1991 den Sohn Cristián Edwards.
- Grupo Luksic
- Grupo Yarur Banna
- Grupo Parir Lolas

### Gewerkschaften

#### Entstehung der ersten Gewerkschaften
1909 – noch vor den Arbeiterparteien – wurde in Chile die Federación Obrera de Chile (FOCh) gegründet, eine Gewerkschaft von Arbeitern der staatlichen Eisenbahngesellschaft. Sie trat nicht nur als Tarifpartei auf, sondern hatte das Ziel, Chile sozialistisch umzugestalten. Nachdem sie sich 1917 auch für andere Branchen geöffnet hatte, erlangte sie zeitweise 70.000 Mitglieder. Ab Mitte der 1920er Jahre verfolgte die Regierung Ibáñez eine repressive Politik gegen politisch aktive Gewerkschaften, aber forcierte gleichzeitig den Aufbau von politisch gemäßigten, „legalen“ Gewerkschaften. So wurde 1924 ein Arbeits- und Sozialgesetzes verabschiedet, das erstmals das Recht auf Streik und Tarifverhandlungen festschrieb, Zwangsmitgliedschaften vorschrieb, aber die gewerkschaftliche Organisation auf die Unternehmensebene beschränkte.
1936 entstand aus anarchistischen CGT (Confederación General de Trabajo) und der sozialistische CNS (Confederación Nacional de Sindicatos) die Confederación de Trabajadores de Chile (CTCH), die bis zu ihrer Spaltung 1946 zur wichtigsten Arbeiterorganisation wurde. Bald zeigte sich jedoch ein Übergewicht von qualifizierten Angestellten gegenüber einfachen Arbeitern innerhalb der Gewerkschaften, das bis heute anhält. Während der Regierungszeit der Volksfront (Frente Popular, 1938–1945) wuchs die Gewerkschaften sowohl in ihrer Anzahl (Verdopplung 1938–1941) als auch ihrer Bedeutung als politische Akteure.

#### CUT und Allende
1953 wurde die Central Unitaria de Trabajadores de Chile (CUT) als Dachverband der chilenischen Gewerkschaften gegründet. Anfangs noch von kommunistischer Hegemonie bestimmt, machte sich bald die ideologische Heterogenität bemerkbar und die politischen Ziele wurden moderater. 1967 vereinigte die CUT bereits 49 der bestehenden 79 Gewerkschaften und 60 % aller Gewerkschaftsmitglieder. Der stetige Bedeutungsgewinn der Gewerkschaften seit den 1950er Jahren beschleunigte sich unter Frei weiter: Während seiner Amtszeit verdoppelte sich die Zahl der Gewerkschaftsmitglieder und die CUT wurde akzeptierter Ansprechpartner der Regierung. Unter der sozialistischen Regierung Allendes stiegen die Gewerkschaften in eine Doppelrolle als Vertretung der Arbeitnehmer und Mitglied der Regierung auf.

#### Unter Pinochet
Die Militärs waren sich der Bedeutung der Gewerkschaften bewusst: Neben der langen Tradition und tiefer Verwurzelung in der Gesellschaft, der politischen Ausrichtung, der Dominanz linker Ideologien waren sie eng mit den Kommunisten und Sozialisten verflochten. Also zerstörten die Putschisten noch am 11. September 1973 die Zentrale der CUT. Die meisten Gewerkschaften wurden verboten, die Funktionäre verfolgt und das Streikrecht abgeschafft. Immerhin war ein Jahr nach dem Putsch noch rund 50 % der Gewerkschaftsfunktionäre im Amt, was sowohl auf die Existenz von gemäßigten oder Pinochet-Loyalen Gewerkschaften hindeutet als auch auf eine (im Vergleich zu den politischen Parteien) gemäßigtere Haltung des Regimes gegenüber Gewerkschaften. Am Höhepunkt der Macht, im Juli 1979 wurde der plano laboral als eine der Sieben Modernisierungen verabschiedet. Auf internationalen Druck lockerte Pinochet einige Repressionsmaßnahmen. Das wieder erlangte Streikrecht galt aber nur für 60 Tage und wenn die Funktionsfähigkeit des Unternehmens dadurch nicht eingeschränkt wurde. Weiter wurde der Mindestlohn und die Indexierung von Löhnen außer Kraft gesetzt und der Kündigungsschutz abgebaut. Die fortdauernde Schwächung der Gewerkschaften erfuhr mit der Krise 1982/83 eine Wende: Die Mitgliederzahl konnte bis 1991 verdoppelt werden und sowohl während der día de protesto als auch bei der Organisation der Concertación spielten Gewerkschaften herausragende Rollen.

#### Seit 1990
Trotz gewerkschaftsfreundlicher Reformen und Mitte-links-Regierungen haben die Arbeitnehmervertretungen an Einfluss verloren. Ideologisch heimatlos, vom Strukturwandel unter Druck gesetzt und weiterhin nur auf Betriebsebene organisiert und deshalb zersplittert (1998 gab es fast 15.000 Gewerkschaften), ging der Organisationsgrad von 22 % (1991) auf 16 % (1995) zurück, besonders bei Klein- und Mittelbetrieben (7 % bzw. 2 %). Durch die Zersplitterung verfügen die Gewerkschaften über nur geringe finanzielle Mittel, um z. B. Streiks durchzuführen. Außerdem ist es Gewerkschaften in Chile untersagt, über jeweils einzelne Unternehmen hinaus Verhandlungen oder Konflikte zu führen. Gewerkschaftliches Engagement führt teilweise auch zu Entlassungen, was insbesondere für befristet Beschäftigte eine Gefahr darstellt.
Die politisierte Führung der CUT (Vertreter der PPD und der kommunistischen Partei sitzen im Vorstand) gilt in der Regel als regierungsnah und strebt Konsens mit Staat und Unternehmen an, während es den Basisgewerkschaftern darum geht, ihre wirtschaftlichen Interessen in den Tarifverhandlungen durchzusetzen.